# Rally 1

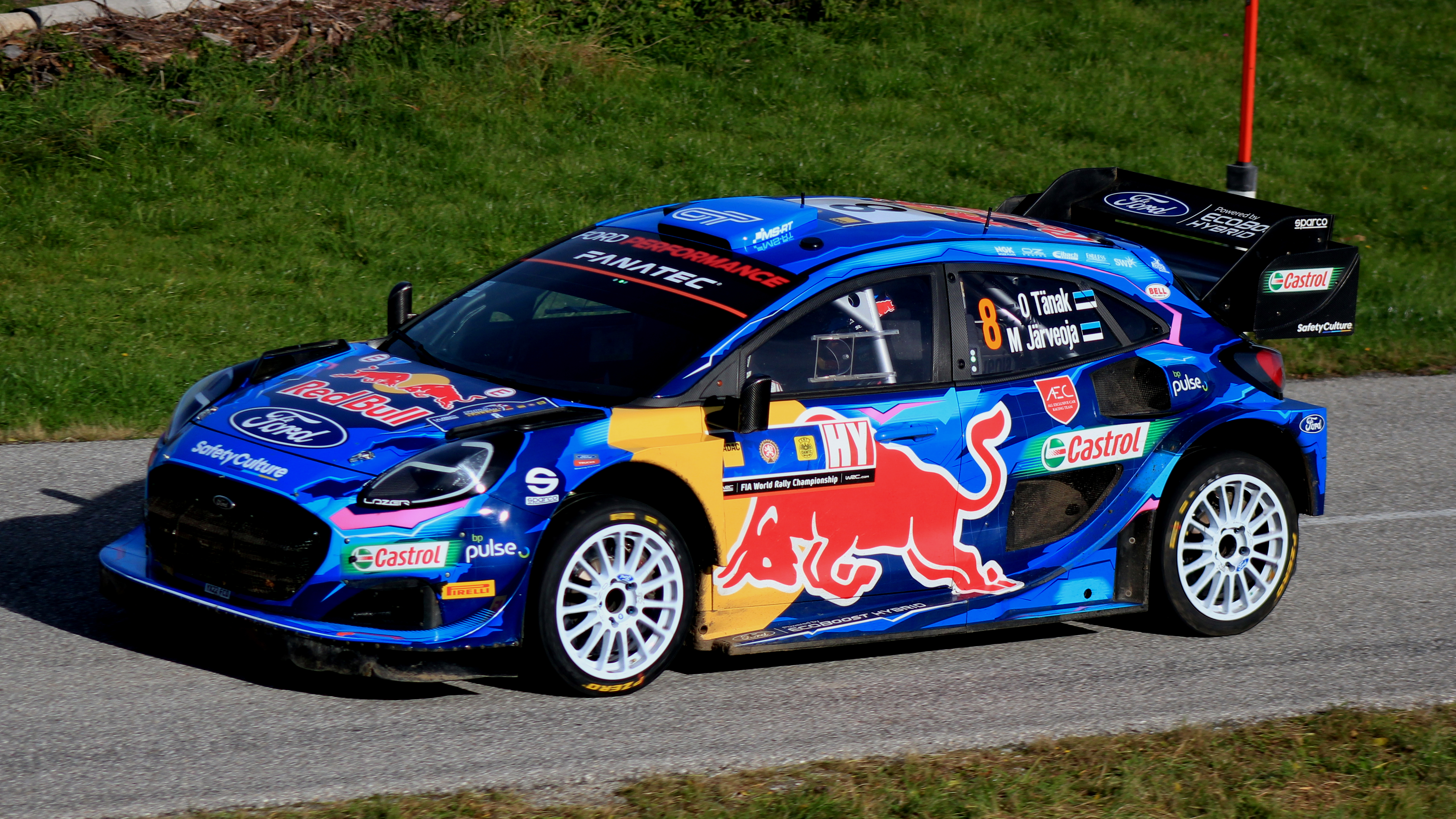
Samochód rajdowy Rally1 - Ford Puma Rally1

Rally1 – Od sezonu rajdowego 2022, najwyższa klasa samochodów rajdowych występujących tylko w Rajdowych mistrzostwach świata. Samochody wyczynowe Rally1 są hybrydowe, wykorzystują silnik spalinowy i włączalny s. elektryczny. Samochody Rally1:
- Ford Puma Rally1
- Hyundai i20 N Rally1
- Toyota GR Yaris Rally1

Kategoria FIA Rally1 zastąpiła pojazdy WRC.